# حجت‌الله اردلان
حجت‌الله اردلان سیاست‌مدار ایرانی بود، که در دوره بیست و چهارم مجلس شورای ملی بعنوان نماینده تویسرکان از استان همدان در مجلس شورای ملی حضور داشت.